# المركز الفلسطيني لمعلومات حقوق الإنسان
المركز الفلسطيني لمعلومات حقوق الإنسان منظمة فلسطينية مستقلة غير حكومية لحقوق الإنسان تأسست في عام 1986، ويقع مقرها في مدينة القدس.

## الأهداف
تتمثل أهداف المركز الفلسطيني لمعلومات حقوق الإنسان في حماية حقوق الإنسان ورصد الانتهاكات التي تمارسها السلطات الإسرائيلية أو السلطة الوطنية الفلسطينية في مناطق الضفة الغربية والقدس في فلسطين، وتعزيز سيادة القانون وفقا للمعايير الدولية، وإنشاء وتطوير المؤسسات الديمقراطية وخلق مجتمع مدني نشط، وتعزيز اثقافة الديمقراطية داخل المجتمع الفلسطيني.

## المنشورات
أصدر المركز الفلسطيني لمعلومات حقوق الإنسان العديد من التقارير والدراسات حول حالة حقوق الإنسان في فلسطين كانت إحداها دراسة بعنوان «مقارنة بين الانتهاكات الإسرائيلية لحقوق الإنسان في عهد إدارتي شامير ورابين 1992-1993، والتي صدرت في القدس في أبريل (نيسان) عام 1993.